# Leptotarsus regificus
Leptotarsus regificus är en tvåvingeart som först beskrevs av Alexander 1922.  Leptotarsus regificus ingår i släktet Leptotarsus och familjen storharkrankar. Inga underarter finns listade i Catalogue of Life.